# André Tournier
André Tournier, né le 17 avril 1908 à Chamonix et mort le 28 septembre 1999 à Albertville, est un skieur alpin. Pionnier de la discipline du ski alpin, il prend part à trois éditions des Championnats du monde en 1933, 1934 et 1935 avec pour meilleur résultat une 15e place en slalom en 1934. Il y cotoie François Vignole, Émile Allais, Maurice Lafforgue et Paul Gignoux.
Il devient ensuite moniteur de ski alpin. Premier du premier examen de diplôme de moniteur de ski alpin mis en place par Émile Allais et Paul Gignoux au sein de la Fédération française de ski, Tournier laisse la médaille n°1 à Allais pour être titulaire de la médaille n°2. Tournier créé l'école de ski de Tignes en 1934.

## Palmarès

### Championnats du monde
| Épreuve / Édition          | Descente | Slalom | Combiné |
| Mondiaux 1933 Innsbruck    | 33e      | 24e    | 28e     |
| Mondiaux 1934 Saint-Moritz | 26e      | 15e    | 21e     |
| Mondiaux 1935 Mürren       | 22e      | 27e    | 22e     |